# SN 2011bk
SN 2011bk – supernowa typu Ia odkryta 7 marca 2011 roku w galaktyce A162034+2112. W momencie odkrycia miała maksymalną jasność 15,80m.